# 하이난성
하이난성(중국어: 海南省, 병음: Hǎinán Shěng, 광둥어: Hoi²Naam⁴ Saang²) 또는 해남성은 중화인민공화국 최남단에 있는 성으로 남중국해의 하이난섬을 비롯한 여러 섬으로 이루어져 있다.

## 역사
삼국시대 오나라 때부터 주애라고 불리기 시작했으며, 그때 주애군이 성립되었다. 당나라 때 이덕유, 송나라 때 소식 등이 이곳으로 유배된 적이 있고 당나라 때 감진은 이곳에 표류하여 도착하기도 했다.
중화민국의 통치 시기에 하이난 지역에 특별행정구가 설립되었다. 중일 전쟁 중에는 일본군이 이 섬을 점령하였으며, 버마의 독립지사 우운 선의 군사훈련이 이 섬에서 행해지기도 했다.
1950년 중국 인민해방군이 하이난섬 상륙 전역에서 승리함에 따라 중화인민공화국 광둥성에 귀속되었으며, 1988년 광둥성에서 하이난 및 그 주변제도가 분리되어 하이난성이 되었다. 동시에 성 전역이 경제특구로 지정되었다. 현재 중화인민공화국 최대의 경제 특구가 바로 하이난성이다. 이후 중국 각지에서 이주가 밀려들어오고, 수출가공 지구로 발전했다. 최근에는 관광업이 활성화되어 중국 각지에서 관광객이 오고, 일본 관광객도 많이 찾는다.

## 지리

### 지리

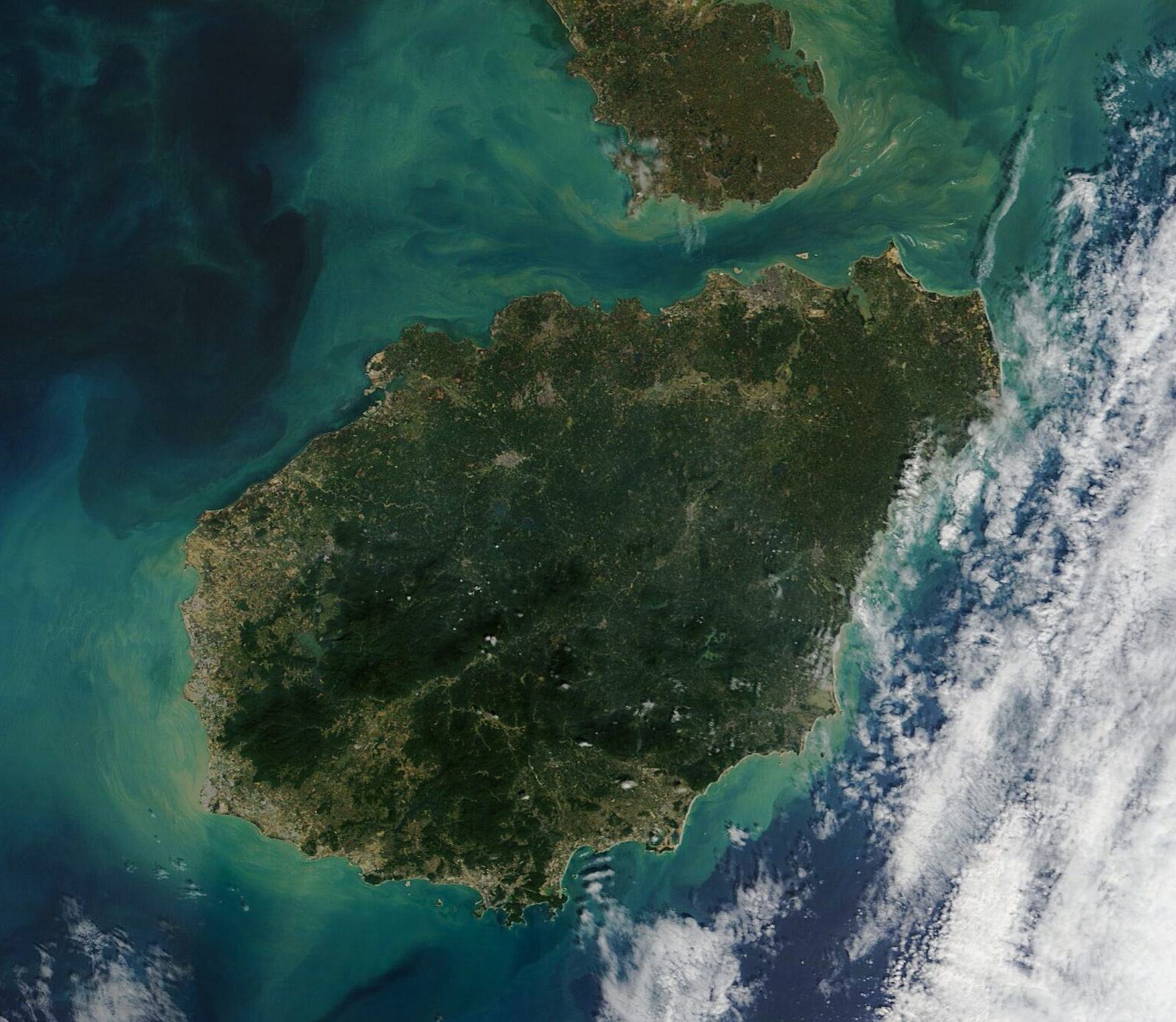
위성에서 본 하이난섬.

중국 광둥성 레이저우반도의 남쪽에 위치한 하이난섬, 그리고 중국측 행정 구역상으로는 남중국해에 위치한 파라셀 제도(시사 군도), 스프래틀리 군도(난사 군도)로 구성되어 있다. 하이난섬 이외의 섬들에 대해서는 주변 여러 나라와 영토 분쟁을 겪고 있다. 서쪽으로는 통킹만을 따라 베트남과 접한다.

### 기후
하이난의 북부는 아열대 기후이고, 남부는 열대 기후이다. 바나나, 코코야자, 후추 등의 열대 작물 재배가 발달되어 있다. 열대에 속한 싼야 주변 해안은 연중 해수욕에 적합한 기후이고, 해변 리조트를 중심으로 골프, 관광 등이 발달해 있다. 또 총하이 시에 있는 리조트지나 보아오에는 2001년 이후 매년 보아오-아시아 포럼이 개최되고 있다.
대부분 연중 따뜻한 기후를 유지하고 있기 때문에 우리나라에서는 겨울에 해당하는 11월~3월까지 선호도가 높은 지역이다.

## 주민

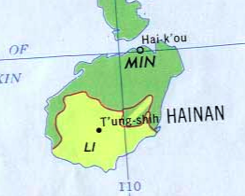
1967년에 작성된 하이난 성의 소수민족 분포도 (전체 지도 보기)

2000년에 하이난성의 소수 민족은 한족이 대부분을 차지하지만 하이난 한족이 83%를 차지한다. 리족 (16%), 흐몽족 (0.8%), 좡족 (0.7%), 기타 후이족순이다. 하이난 성의 후이족은 우출이라고 하며, 참족계통으로 다른 후이족과 문화적, 언어적으로 다른데 중국 정부에서는 후이족의 일부로 포함시켜놓았다.
약 650만 명이 불교를 믿고, 6,500 명이 이슬람교를 믿는다. 하이난 성에도 기독교가 존재하는데, 3만 5,000 명이 개신교, 4,100 명이 가톨릭교를 믿는다. 6,500 명의 무슬림들이 싼야에 거주한다.

## 언어
하이난성의 한족들은 민난어를 포함해서 다양한 중국어를 사용한다. 하이난성의 중국어는 하이난어로 알려져 있다. 하이난 주민 중 다수가 표준 광둥어를 이해할 수 있다. 영어는 젊은 세대에서 알아듣긴 하지만 아직 비영어 사용자가 많다. 리족들은 먀오족, 좡족과 함께 고유 언어를 사용한다. 이들 소수민족 중에 일부는 제 2언어로 푸퉁화를 사용한다.

## 행정 구역
하이난성은 4개 지급시 외에는 전부 성직할 현급시와 현 및 자치현이다.
| 하이난 성의 행정 구역 | 하이난 성의 행정 구역                          | 하이난 성의 행정 구역 | 하이난 성의 행정 구역            | 하이난 성의 행정 구역 | 하이난 성의 행정 구역 | 하이난 성의 행정 구역 | 하이난 성의 행정 구역 | 하이난 성의 행정 구역 | 하이난 성의 행정 구역 | 하이난 성의 행정 구역 | 하이난 성의 행정 구역 |
| --------------------- | ---------------------------------------------- | --------------------- | -------------------------------- | --------------------- | --------------------- | --------------------- | --------------------- | --------------------- | --------------------- | --------------------- | --------------------- |
|                       |                                                |                       |                                  |                       |                       |                       |                       |                       |                       |                       |                       |
| №                     | 이름                                           | 한자                  | 병음                             | 면적 (Km2)            | 인구 (2010년)         | 시청소재지            |                       |                       |                       |                       |                       |
| 지급시                |                                                |                       |                                  |                       |                       |                       |                       |                       |                       |                       |                       |
| 1                     | 하이커우시 (해구시)                            | 海口市                | Hǎikǒu Shì                       | 2,284.27              | 2,046,189             | 슈잉구                |                       |                       |                       |                       |                       |
| 2                     | 싼야시 (삼아시)                                | 三亚市                | Sānyà Shì                        | 1,918.37              | 685,408               | 지양구                |                       |                       |                       |                       |                       |
| 3                     | 싼사시 (삼사시)                                | 三沙市                | Sānshā Shì                       | 13                    | 444                   | 융싱섬                |                       |                       |                       |                       |                       |
| 4                     | 단저우시 (담주시)                              | 儋州市                | Dānzhōu Shì                      | 3,394.41              | 932,362               | 나다 진               |                       |                       |                       |                       |                       |
| 성직할 현급시         |                                                |                       |                                  |                       |                       |                       |                       |                       |                       |                       |                       |
| 5                     | 우즈산시 (오지산시)                            | 五指山市              | Wǔzhǐshān Shì                    | 1,130.81              | 104,122               | /                     |                       |                       |                       |                       |                       |
| 6                     | 충하이시 (경해시)                              | 琼海市                | Qiónghǎi Shì                     | 1,710.14              | 483,217               | /                     |                       |                       |                       |                       |                       |
| 7                     | 원창시 (문창시)                                | 文昌市                | Wénchāng Shì                     | 2,459.18              | 537,428               | /                     |                       |                       |                       |                       |                       |
| 8                     | 완닝시 (만녕시)                                | 万宁市                | Wànníng Shì                      | 1,899.86              | 545,597               | /                     |                       |                       |                       |                       |                       |
| 9                     | 둥팡시 (동방시)                                | 东方市                | Dōngfāng Shì                     | 2,272.62              | 408,309               | /                     |                       |                       |                       |                       |                       |
| 성직할 현             |                                                |                       |                                  |                       |                       |                       |                       |                       |                       |                       |                       |
| 10                    | 딩안현 (정안현)                                | 定安县                | Dìng'ān Xiàn                     | 1,196.46              | 284,616               | /                     |                       |                       |                       |                       |                       |
| 11                    | 툰창현 (둔창현)                                | 屯昌县                | Túnchāng Xiàn                    | 1,223.97              | 256,931               | /                     |                       |                       |                       |                       |                       |
| 12                    | 청마이현 (징매현)                              | 澄迈县                | Chéngmài Xiàn                    | 2,076.28              | 467,161               | /                     |                       |                       |                       |                       |                       |
| 13                    | 린가오현 (임고현)                              | 临高县                | Língāo Xiàn                      | 1,343.33              | 427,873               | /                     |                       |                       |                       |                       |                       |
| 성직할 자치현         |                                                |                       |                                  |                       |                       |                       |                       |                       |                       |                       |                       |
| 14                    | 바이사 리족 자치현 (백사여족자치현)            | 白沙黎族自治县        | Báishā Lízú Zìzhìxiàn            | 2,115.66              | 167,918               | /                     |                       |                       |                       |                       |                       |
| 15                    | 창장 리족 자치현 (창강려족자치현)              | 昌江黎族自治县        | Chāngjiāng Lízú Zìzhìxiàn        | 1,620.51              | 223,839               | /                     |                       |                       |                       |                       |                       |
| 16                    | 러둥 리족 자치현 (악동여족자치현)              | 乐东黎族自治县        | Lèdōng Lízú Zìzhìxiàn            | 2,765.53              | 458,876               | /                     |                       |                       |                       |                       |                       |
| 17                    | 링수이 리족 자치현 (능수려족자치현)            | 陵水黎族自治县        | Língshuǐ Lízú Zìzhìxiàn          | 1,107.88              | 320,468               | /                     |                       |                       |                       |                       |                       |
| 18                    | 바오팅 리족 먀오족 자치현 (보정여족묘족자치현) | 保亭黎族苗族自治县    | Bǎotíng Lízú Miáozú Zìzhìxiàn    | 1,166.67              | 146,684               | /                     |                       |                       |                       |                       |                       |
| 19                    | 충중 리족 먀오족 자치현 (경중려족묘족자치현)   | 琼中黎族苗族自治县    | Qióngzhōng Lízú Miáozú Zìzhìxiàn | 2,704.16              | 174,076               | /                     |                       |                       |                       |                       |                       |

## 경제
하이난의 경제는 농업이 우세하며 섬의 수출의 절반 이상이 농산품이다. 하이난은 1988년에 성으로 승격되었고 중국에서 가장 큰 경제특구로 지정되어 섬의 풍부한 자원 개발을 서두르고 있다.
성은 "서부 황야" 지역이라는 명성을 얻고 있으며 아직 공업화가 되지 않아 오늘날에도 공장이 상대적으로 적다. 열대의 해변과 푸르른 숲 덕분에 하이난의 경제에서 관광업은 중요한 역할을 한다.
하이난의 산업 개발은 주로 철광석, 고무와 같은 광물 가공과 농산품으로 제한되어있다. 1950년대 이래 기계, 농업 설비, 직물이 지역의 소비를 위해 하이커우 지역에서 제조되고 있다. 섬의 전력 대부분은 수력에 의존한다.
2008년 명목 GDP는 1459억 위안(214억 달러)으로 중국에서 4번 째로 작으며 중국 전체 경제의 0.5%를 기여한다. 1인당 GDP는 17175위안(2515달러)이었다.

## 우주기지
하이난 성에는 원창 위성발사센터가 있다.

## 대학교
- 하이난 대학교(海南大学)(해남대학)
- 하이난 사범대학(海南师范大学)(해남사범대학)
- 총저우 대학(琼州大学)(경주대학)
- 하이난 의과대학(海南医学院)(해남의학원)

## 여행

### 교통
대한항공, 아시아나 국적사 FSC 모두 취항하고 있으며, 국적사 LCC는 에어부산이 취항하고 있다(부산발, 싼야/하이커우). 외항사는 동방항공 등이 운항을 한다. 국내 정기 편은 잘 운용되지 않고 있으며, 전세편이 꾸준이 뜬다. 북쪽으로는 하이커우 메이란 국제공항과 남쪽으로는 싼야 펑황 국제공항이 있다.
- 하이커우 메이란 국제공항
- 싼야 펑황 국제공항이 있다.

### 관광

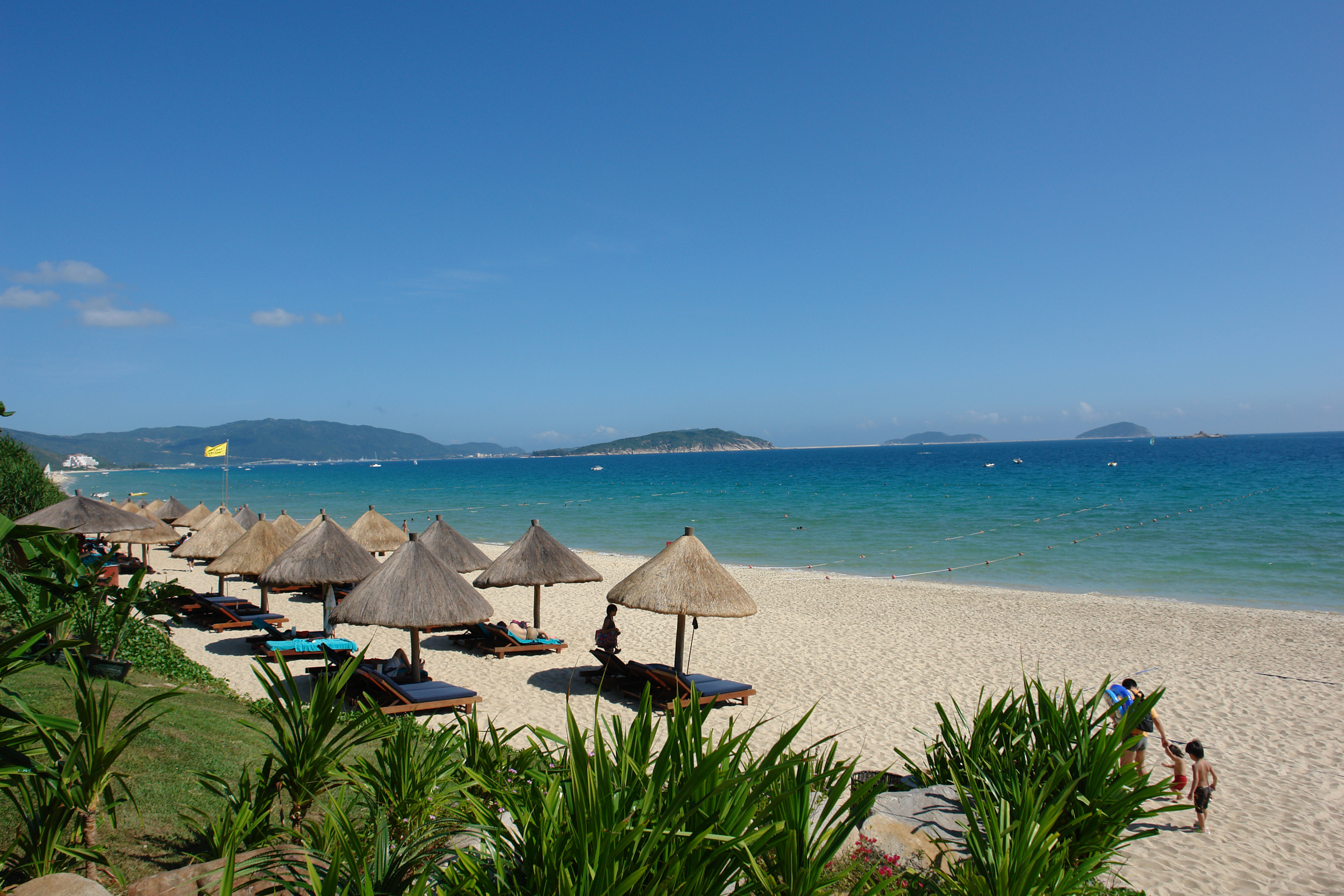
싼야 아롱만 해변

대부분의 관광은 남부 싼야 쪽에 집중되어 있으며, 골프장은 중부와 남부에 많이 있고, 북부에도 고르게 분포되어 있다. 해변은 남부 쪽 아롱만에 집중되어 있으며, 이곳이 가장 선호도가 높은 지역 중의 하나이다. 관광지도 대부분 남부에 집중되어 있다.

## 같이 보기
- 원창 위성발사센터
- 하이난섬
- 하이난섬 사건